# Joseph Burggraef
Paul Joseph Hubert Burggraef (* 14. Mai 1876 in Linnich; † 24. Februar 1942 in Aachen) war ein preußischer Regierungsdirektor und Landrat.

## Leben und Herkunft
Burggraef war ein Sohn des Kaufmanns und Essigfabrikanten Franz Burggraef († 12. Januar 1917 in Gevenich) und dessen Ehefrau Maria, geborene Michels, die aus einer wohlhabenden Linnicher Familie stammte. Nach dem Besuch von Gymnasien in Linnich, Kempen und Neuss und der Ablegung der Reifeprüfung im Jahr 1896, absolvierte er ein Studium der Rechts- und Staatswissenschaften in Freiburg, Berlin, München, Leipzig und Bonn. Nachdem er die Erste juristische Prüfung am 7. Oktober 1899 abgelegt hatte, wurde er am 21. Oktober 1899 Gerichtsreferendar und begann seine Ausbildung beim Amtsgericht Jülich, wo die Vereidigung am 27. Oktober 1899 erfolgte, sowie beim Landgericht Düsseldorf. Mit seiner Dissertationsschrift, Die Sätze pretium succedit in locum rei, res succedit in locum pretii und die dingliche Surrogation im gemeinen Recht und im Bürgerlichen Gesetzbuch, wurde er im Jahr 1900 in Leipzig promoviert. Am 1. März 1902 wurde er Regierungsreferendar bei der Regierung Düsseldorf, dann ab dem 18. März 1905 Regierungsassessor und Hilfsarbeiter beim Landratsamt im Kreis Niederung mit Sitz in Heinrichswalde in Ostpreußen. Am 19. Dezember 1907 wurde er zum kommissarischen Landrat des Landkreises Prüm ernannt, Dienstantritt war der 12. Januar 1908, die definitive Ernennung folgte – mit Wirkung zum 1. September 1908 – am 28. Dezember 1908. In der Zeit seiner Ausweisung durch die Interalliierte Rheinlandkommission vom 2. Mai 1923 bis zum 27. August 1924 war er vorübergehend bei der Feststellungsbehörde in Barmen beschäftigt. Ab dem 6. April 1925 übernahm er vertretungsweise die Verwaltung des Landratsamtes in Jülich und am 6. Mai 1925 wurde er zum kommissarischen Landrat des Kreises Jülich ernannt. Nach der definitiven Ernennung am 1. September 1925 und nahezu 8 Jahren Tätigkeit als Landrat in Jülich, wurde er am 5. Mai 1933 in den einstweiligen Ruhestand versetzt. Ab dem 12. Oktober 1933 war er als Regierungsdirektor bei der Regierung Aachen und ab dem 1. Januar 1934 als Direktor des Oberversicherungsamtes Aachen tätig, wo er am 24. Februar 1942 während des Dienstes verstarb.

## Familie
Joseph Burggraef war seit dem 24. Oktober 1913 in Bernkastel-Kues mit Margarete Thanisch (* 20. Februar 1890 in Bernkastel-Kues), Tochter des Weingutbesitzers Dr. Hugo Thanisch aus Bernkastel und dessen Ehefrau Catharina, geborene Liell, verheiratet.